# 4614 Masamura
A 4614 Masamura (ideiglenes jelöléssel 1990 QN) a Naprendszer kisbolygóövében található aszteroida. Mizuno Josikane és Furuta Tosimasza fedezte fel 1990. augusztus 21-én.